# Cyanotricha necyria
Cyanotricha necyria är en fjärilsart som beskrevs av Felder 1874. Cyanotricha necyria ingår i släktet Cyanotricha och familjen tandspinnare. Inga underarter finns listade i Catalogue of Life.